# ژرف‌دریا

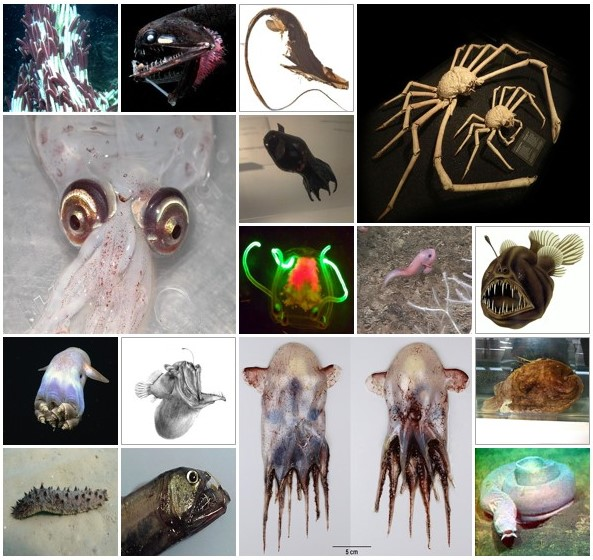
آبزیان دریایی

ژرف‌دریا (به انگلیسی: Deep sea) به یکی از ژرف‌ترین بخش‌های اقیانوس، که گودالی را با مساحت محدود در کف دریا تشکیل داده و دارای کناره‌های به نسبت شیبداری است، گویند. ژرف‌دریاها تنها در وسط اقیانوس‌ها نیستند، بلکه به طرف کناره معمولاً در جاهایی که آتشفشان‌ها هنوز فعال و زمین‌لرزه‌ها رایجند وجود دارند.